# John Boyle, 15. Earl of Cork

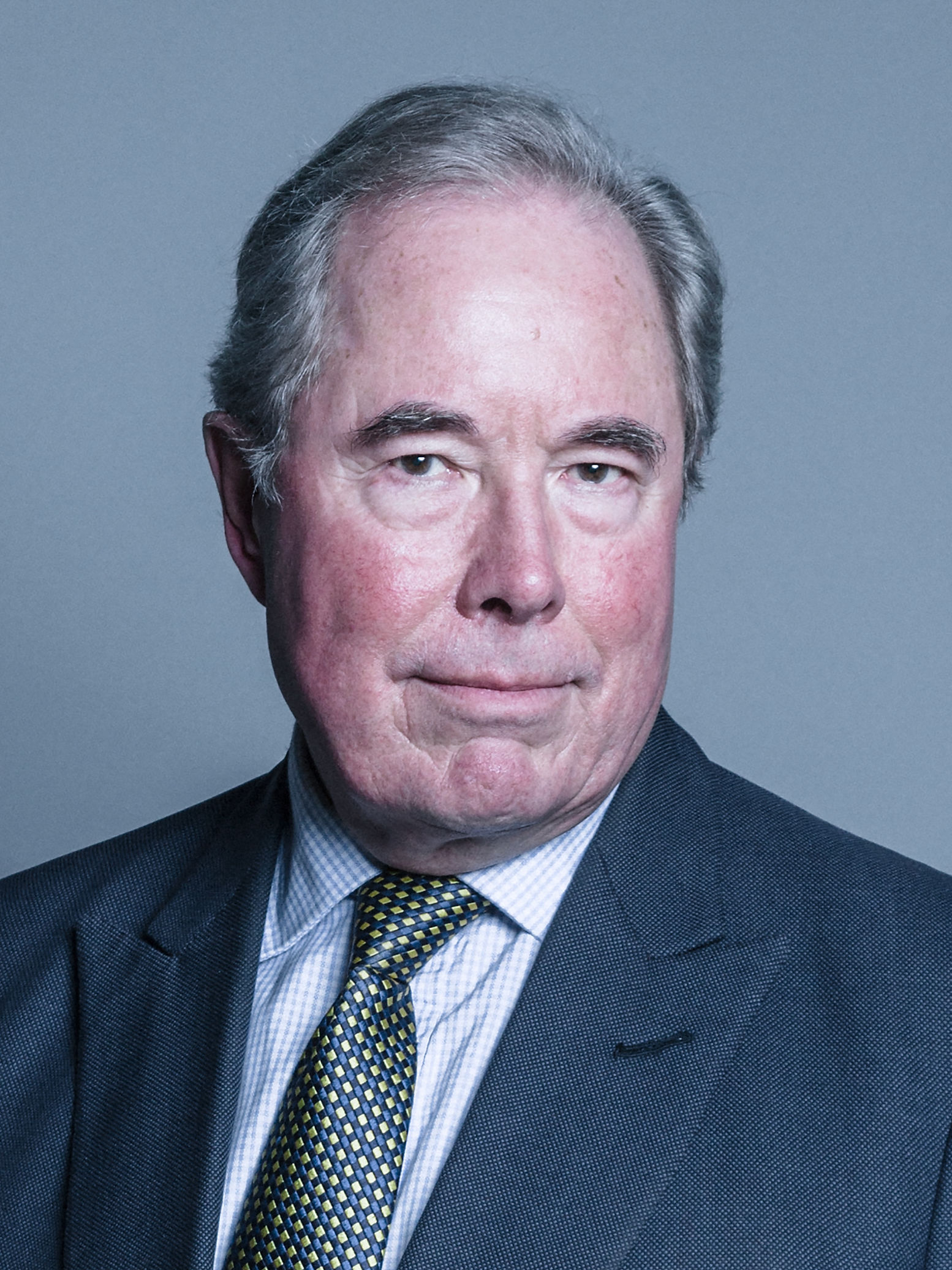
John Boyle, 15. Earl of Cork, 2017

John Boyle, 15. Earl of Cork, 15. Earl of Orrery (* 3. November 1945), ist ein britischer Peer und Mitglied des House of Lords.

## Leben
Er ist der älteste Sohn des John William Boyle, 14. Earl of Cork aus dessen Ehe mit Mary Leslie Gordon-Finlayson. Als Heir apparent seines Vaters führte er ab 1995 den Höflichkeitstitel Viscount Dungarvan.
Er wurde in Harrow erzogen und besuchte danach das Britannia Royal Naval College in Dartmouth. Nach seiner Ausbildung zum Marineoffizier diente er in der Royal Navy, in der er bis in den Rang eines Lieutenant Commander aufstieg. 1976 wurde er Kommandant des Unterseebootes HMS Sealion. Nach Beendigung seiner Militärzeit wurde er 1979 Mitglied des Baltic Exchange.
Boyle ist seit dem 2. Juni 1973 mit Hon. Rebecca Juliet Noble, Tochter des Michael Noble, Baron Glenkinglas, verheiratet, mit der er einen Sohn und zwei Töchter hat.

## Mitgliedschaft im House of Lords
Beim Tod seines Vaters am 14. November 2003 erbte er dessen irische Adelstitel als 15. Earl of Cork, 15. Earl of Orrery, 16. Viscount Dungarvan, 15. Viscount Boyle, 15. Baron Boyle of Bandon Bridge, 15. Baron Boyle of Youghal, 15. Baron Boyle of Broghill, sowie dessen britischen Adelstitel als 12. Baron Boyle of Marston.
Bereits seit dem House of Lords Act 1999 war mit seinen Adelstiteln kein erblicher Sitz im House of Lords mehr verbunden. Stattdessen war Boyle berechtigt, als Kandidat zu Nachwahlen für die 90 verbliebenen Sitze im House of Lords anzutreten, die die erblichen Peers seither aus ihren Reihen wählen. Nachdem Lord Bridges 2016 gemäß dem House of Lords Act 2014 wegen Nichtteilnahme aus dem House of Lords ausgeschlossen worden war, kandidierte John Boyle zur entsprechenden Nachwahl. Er wurde am 12. Juli 2016 in das House of Lords nachgewählt und sitzt dort seither als Crossbencher.